# پاکوبووو
پاکوبووو (به لاتین: The Pakubuwono) یک آسمان‌خراش در اندونزی است که در جاکارتا واقع شده‌است.